# Contea di Kenton
La contea di Kenton (in inglese Kenton County) è una contea dello Stato del Kentucky, negli Stati Uniti. La popolazione al censimento del 2000 era di 151 464 abitanti. Ha due capoluoghi di contea, Covington e Independence.